# Schroederichthys saurisqualus
Espèce
Répartition géographique
Statut de conservation UICN

 VU B1ab(iii,v) : Vulnérable
Schroederichthys saurisqualus est un requin de l'océan Atlantique Sud (au large du Brésil).

## Référence
- Soto, 2001 : Schroederichthys saurisqualus sp. nov. (Carcharhiniformes, Scyliorhinidae), a new species of catshark from southern Brazil, with further data on Schroederichthys species. Mare Magnum, 1-1 pp 37-50. Texte original